# Port lotniczy Pearls
Port lotniczy Pearls – port lotniczy zlokalizowany w mieście Grenville (Karaibskie państwo – Grenada).